# Buchenavia costaricensis
Buchenavia costaricensis är en tvåhjärtbladig växtart som beskrevs av C.A. Stace. Buchenavia costaricensis ingår i släktet Buchenavia och familjen Combretaceae. Inga underarter finns listade i Catalogue of Life.